# Helolampis coloniana
Helolampis coloniana är en insektsart som beskrevs av Marius Descamps 1983. Helolampis coloniana ingår i släktet Helolampis och familjen Romaleidae. Inga underarter finns listade i Catalogue of Life.